# Alberto Araldi
Alberto Araldi (Ziano Piacentino, 18 gennaio 1912 – Piacenza, 6 febbraio 1945) è stato un carabiniere e partigiano italiano, brigadiere dei Carabinieri, medaglia d'oro al valor militare alla memoria.

## Biografia
Nato a Ziano Piacentino (Pc) il 18 gennaio 1912, terzo di sei figli di agricoltori, in gioventù, oltre a frequentare le locali scuole elementari, coadiuvò la famiglia nei campi e si arruolò come carabiniere a piedi nella Legione Allievi il 25 Aprile 1930. Destinato alla Legione di Cagliari, stazione di Cuglieri (Nu), ove contrasse la malaria, e poi a quella di Genova fu promosso vicebrigadiere il 30 Marzo 1941. Dal marzo 1942 al 15 agosto 1943 fu mobilitato con il XXII Battaglione in Dalmazia. L’8 settembre 1943 si trovava in famiglia per licenza speciale e aderì subito al Movimento clandestino di resistenza. Catturato dall’oppressore a causa del suo manifesto antifascismo e ristretto nel carcere di Parma, riuscì a evadere durante un bombardamento ed entrò a far parte, dal 4 dicembre 1943, della I Divisione “Piacenza” assumendo la qualifica gerarchica partigiana di Capo distaccamento, col grado di Sottotenente e il nome di battaglia “Paolo”. Dal 22 giugno al 14 luglio 1944, quella di Comandante di Brigata, alle dipendenze del Comandante della Divisione, il Tenente dei Carabinieri Fausto Cossu. Proprio in tale incarico compì, in giugno, una delle sue imprese più audaci: con pochi uomini fece irruzione nella polveriera di Gossolengo (Pc) disarmando una ventina di militi, sottraendo esplosivi, armi ed un'autovettura con la quale, sparando da porto, riuscì a forzare il posto di blocco di Rivergaro (Pc) durante la rocambolesca fuga. 
Il Comandante della Divisione, il tenente Fausto Cossu, così lo ricorderà: “era presente dappertutto e dovunque sapeva portare quella nota di trepida gagliarda vigoria che egli solo possedeva e sapeva trasmettere un fascino speciale e che faceva degli uomini soldati onesti pronti a qualsiasi cimento… “Paolo” si era specializzato nel procurare armi e munizioni per la Divisione. I suoi camion, camuffati sotto sigle germaniche e serviti da personale in uniforme tedesca che aveva addestrato sin nel gesto e nella parola, viaggiavano come fantasmi nella notte verso i depositi, prelevando con l’astuzia e con la forza l'armamento che puoi trasportavano verso la montagna, ove era atteso ed apprezzato più del pane quotidiano”. Dal 15 luglio 1944 al 6 Febbraio 1945, infine, fu Vice Comandante di divisione col grado equiparato a Maggiore.
Il suo coraggio, la completa dedizione al dovere e le battaglie per la libertà furono ricompensati con la concessione della Medaglia d'Oro al Valore Militare “alla memoria”.
Al nome del Vice Brigadiere Alberto Araldi è intitolata la caserma sede della Compagnia di Fiorenzuola d'Arda (Pc). 

## Memoria
L'Arma dei Carabinieri ha ricordato il sottufficiale dedicandogli la caserma sede della Compagnia Carabinieri di Fiorenzuola. Tra le varie iniziative volute dall'Arma, si devono ricordare anche la realizzazione di una medaglia in bronzo dedicata espressamente a lui, nonché numerose citazioni nelle opere che trattano del contributo dell'Arma nella lotta di Resistenza e di Liberazione, tra cui una pagina del calendario storico del 2013.
l'11º corso di aggiornamento e formazione professionale per militari dell'Arma tenutosi nel 2012 presso la Scuola Allievi Carabinieri di Benevento è stato intitolato al sottufficiale.
Il sottufficiale è citato, insieme ad altri caduti dell'Arma, anche in un editoriale di Giulio Andreotti apparso nel 2003 sulla rivista 30giorni.
Alcune vie sono dedicate alla memoria del sottufficiale dell'Arma:
nel comune di Roma;
nel comune di Piacenza;
nel comune di Podenzano (PC). La piazza principale di Rivergaro (PC), chiamata "Piazza Paolo" (dal suo nome di battaglia), è intitolata a lui. Al centro della piazza si trova un monumento bronzeo che lo raffigura.